# Henri-Joseph Hesse
Henri-Joseph Hesse (né le 31 octobre 1781 à Paris, mort le 14 août 1849 à Paris) est un peintre, aquarelliste, miniaturiste et lithographe français.

## Aperçu biographique
Fils d'un tailleur parisien et frère de Nicolas-Auguste, Henri-Joseph Hesse entra à l’École de l’Académie en 1795, et suivit les cours de Jacques-Louis David et de Jean-Baptiste Isabey. Il séjourna en Allemagne (1815), se fit connaître comme miniaturiste sous l’Empire (portait de Gaspard Monge), puis à la Restauration en réalisant les portraits de grandes figures de la vie politique et culturelle de Paris, comme ceux de Talleyrand, Madame de Staël, et, à de nombreuses reprises, de la duchesse de Berry, dont il fut l’un des artistes préférés. Il participa aux Salons entre 1808 et 1833, où il reçut une médaille de 2ème classe.
Élève de Gros, son fils Alexandre devint un peintre célèbre de scènes historiques.